# Comunicación inalámbrica

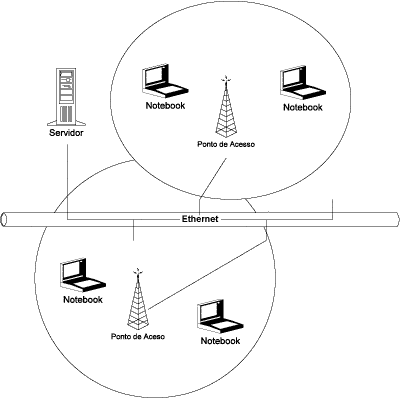
Esquema del funcionamiento de una red inalámbrica.

La comunicación inalámbrica o sin cables es aquella en la que la comunicación (emisor/receptor) no se encuentra unida por un medio de propagación físico, sino que se utiliza la modulación de ondas electromagnéticas a través del espacio. En este sentido, los dispositivos físicos solo están presentes en los emisores y receptores de la señal, entre los cuales se encuentran antenas, computadoras portátiles, PDAs, teléfonos móviles, etcétera.

## Aspecto histórico y generalidades
La comunicación inalámbrica, que se realiza a través de ondas de radiofrecuencia, facilita la operación en lugares donde la computadora no se encuentra en una ubicación fija (almacenes, oficinas de varios pisos, etc.) actualmente se utiliza de una manera general y accesible para todo público.
Cabe también mencionar que las redes cableadas presentan ventaja en cuanto a transmisión de datos sobre las inalámbricas. Mientras que las cableadas proporcionan velocidades de hasta 1 Gbit/s (Red Gigabit), las inalámbricas alcanzan solo hasta 108 Mbit/s. [cita requerida]
Se puede realizar una “mezcla” entre inalámbricas y alámbricas, de manera que pueden funcionar de la siguiente manera: que el sistema cableado sea la parte principal y la inalámbrica sea la que le proporcione movilidad al equipo y al operador para desplazarse con facilidad en distintos campo (almacén u oficina).
Un ejemplo de redes a larga distancia son las Redes públicas de Conmutación por Radio. Estas redes no tienen problemas en pérdida de señal, debido a que su arquitectura está diseñada para soportar paquetes de datos en vez de comunicaciones por voz.
Actualmente, las transmisiones inalámbricas constituyen una eficaz herramienta que permite la transferencia de voz, datos y vídeo sin la necesidad de cableado. Esta transferencia de información es lograda a través de la emisión de ondas de radio teniendo dos ventajas: movilidad y flexibilidad del sistema en general.

## Aspectos tecnológicos
En general, la tecnología inalámbrica utiliza ondas de radiofrecuencia de baja potencia y una banda específica, de uso libre o privada, para transmitir entre dispositivos.
Estas condiciones de libertad de utilización sin necesidad de licencia, ha propiciado que el número de equipos, especialmente computadoras, que utilizan las ondas para conectarse, a través de redes inalámbricas haya crecido notablemente.

## Campos de utilización
La tendencia a la movilidad y la ubicuidad hacen que cada vez sean más utilizados los sistemas inalámbricos, y el objetivo es ir evitando los cables en todo tipo de comunicación, no solo en el campo informático sino en televisión, telefonía, seguridad, domótica, etc.
Un fenómeno social que ha adquirido gran importancia, en todo el mundo, como consecuencia del uso de la tecnología inalámbrica son las comunidades inalámbricas que buscan la difusión de redes alternativas a las comerciales. El mayor exponente de esas iniciativas en España es RedLibre.

## Algunos problemas asociados con la tecnología inalámbrica
Los hornos de microondas utilizan radiaciones en el espectro de 2,45 GHz. Es por ello que las redes y teléfonos inalámbricos que utilizan el espectro de 2,4 GHz. pueden verse afectados por la proximidad de este tipo de hornos, que pueden producir interferencias en las comunicaciones.
Otras veces, este tipo de interferencias provienen de una fuente que no es accidental. Mediante el uso de un perturbador o inhibidor de señal se puede dificultar e incluso imposibilitar las comunicaciones en un determinado rango de frecuencias.

## Desarrollo de escenarios
En el inicio de la fase de la red celular, la capacidad no era el problema esencial debido a que existían pocos usuarios.
Las estaciones bases están situadas dependiendo del máximo rango en que puedan ser acomodadas. Este rango depende de las características físicas del ambiente; las frecuencias de programación y el beneficio de la antena; y las características específicas del equipo para ser desplegado. Como la capacidad no es importante, en este escenario son utilizados grandes grupos, que proporcionan una insignificante interferencia. Esta interferencia proviene de grupos vecinos de móviles que usan el mismo canal.
Mientras la red madura, la capacidad comenzará a dar un importante incremento. El tamaño del grupo es disminuido mientras se mantengan los Ratios de Interferencia de la Señal (SIR), en un rango que garantice que la calidad de enlace sea aceptable. En los sistemas de la primera y segunda generación, en el caso americano (sistemas analógicos) se utilizaba el AMPS y en el caso europeo (sistemas digital) se utilizaba el GSM. Ambos utilizaban grandes celdas.
Estas celdas tienen antenas ubicadas en el tope de los edificios altos, donde la carga de rentas era alta, para evitar estas rentas adicionales de los sitios para las BS y acondicionar además el terreno de las variaciones del edificio, las antenas unidireccionales fueron reemplazadas por unas direccionales, la cual partición la celda en sectores. La escorificación generalmente origina el incremento en el SIR, el cual mejora la calidad de la transmisión de radio. Si la escorificación no se hace cambiando el tamaño del grupo, entonces cada sitio de BS tiene el mismo número de canales. Supongamos que cada celda está dividida en tres sectores, y de aquí los canales en cada sector es un tercio del total de los sitios de los canales. Para el mismo bloque aceptado, probablemente, el tráfico llevado por el sitio es tres veces el tráfico llevado en cada sector, y este es menor que el tráfico llevado por la celda original antes de la sectorización.
El mínimo aceptable de SIR (denotado por SIRmin) es un sistema específico. Por ejemplo, en una red simple FDMA, el promedio SIR requerido debe ser aproximadamente 18 db. Usando Transmisiones Discontinuas (DTX) significa que la transmisión se detiene, ya sea mientras un usuario no está hablando, cuando ocurre un salto de frecuencia de las portadoras o cuando el control de poder del transmisor está limitado a proveer solamente el suficiente poder recibido para garantizar la calidad del enlace, con lo cual los sistemas pueden permitir un bajo SIRmin de 9 db. Los SIRmin bajos permiten pocas celdas por grupo a ser usadas y los GSM tienen de dos a tres veces la capacidad de un UK analógico de un TACS.

### Microceldas
Los Sistemas de Comunicación Personal (PCS) son frecuentemente diferenciados de la telefonía celular, porque proporcionan servicios a cada uno, donde quiera, además proporcionan gran capacidad de la red, cobertura omnipresente, pocos equipos, bajos costos de infraestructura y facilidades de desarrollo de las BS. Las microceldas son usadas en los sistemas celulares, de tal manera que el tamaño y el costo son reducidos. Las BS son pequeñas y no tan costosas para los sistemas sin cable como es el caso de los sistemas de teleComunicaciones sin cables europeos (CT-2) y los sistemas de teleComunicaciones digital sin cable (DECT), pero estos no son diseñados para redes celulares ni para aquellos que suministran alta capacidad de requerimiento para los PCS.
Las macroceldas convencionales son interconecta-das a centros móviles típicamente configurados inicialmente con las facilidades de una vía de transmisión estándar, como lo es de 1.5 Mbits/seg (estándar estadounidense, T1 ) o 2 Mbits/seg (estándar europeo, E1) de enlace.
La interconexión de microceldas es y será completamente diferente. Algunas microceldas son esencialmente "Sitios de Radiación Remota", donde los RF o IF de señales de radio móviles son transmitidos a través de un enlace óptico, o un enlace de radio punto a punto, para una distribución puntual de microondas que actúa como el centro físico de una microcelda.
Situando una BS en los sistemas de primera y segunda generación, involucra el uso relativo de herramientas de planeación, para predecir la cobertura de radio de la posición de una BS con errores de pérdida de ruta que a menudo exceden 20 db y usualmente requieren soportar la propagación de las medidas y encontrar dueños que permitan rentar sus propiedades para el despliegue de la BS. Las herramientas de predicción para el piso de las microceldas son más exactas, por la condición de que la antena de las BS deben estar montadas por debajo del horizonte de la ciudad. La propagación de la microonda en la microcelda es esencialmente determinada por la topología de las calles y edificios y además las microceldas son irregulares si las calles son irregulares.

### Celdas Mixtas
Hay muchos tipos de celdas cuyo tamaño y forma están determinada por los niveles de poder de radiación, la ubicación de la antena y el desarrollo físico de la región. Se ha descrito como determinar los pisos de las microceldas por las inmediaciones de la topología de las calles y los edificios.
Ubicando las BS en el tope de los edificios más altos, se produce una macrocelda. Los nodos de la celda suministran una gran capacidad de radio en el nodo de la red, un tipo de celda telepunto. Podemos arreglar picoceldas de pocos metros de diámetros en un cuarto de un edificio, celdas en un área grande rural, a megaceldas, a lo largo de celdas satelitales (>500 km). Podemos anticipar que pueden existir geográficamente celdas mixtas.
Teniendo sistemas celulares multidimensionales, multiniveles y celdas multitamaño profundamente compuesta por planes complejos de frecuencias. Un ancho de banda particionado puede ser adoptado. Por ejemplo las microceldas pueden dar el mayor ancho de banda, si ellas son capaces de operar con una alta capacidad y soportar grandes variedades de servicios.
Las macroceldas pueden usarse en diferentes bandas de frecuencias desde las calles de microceldas. Las oficinas de microceldas pueden tener una única banda para prevenir que interfieran con móviles en las calles de microceldas, pero hay dificultades para suministrar buenos planes de frecuencias para las microceldas de oficinas en los edificios adyacentes, y dentro del edificio.

## Equipo inalámbrico
Algunos de los equipos de punto de acceso que normalmente vienen con antena omni 2 Dbi, muchas veces desmontables, en las cuales se puede hacer enlaces por encima de los 500 metros y además se pueden interconectar entre sí. No debe haber obstáculos para que la señal sea excelente, ya que esto interfiere en la señal y puede haber problemas en la conexión.   